# Dobrovolný svazek obcí Sever
Dobrovolný svazek obcí Sever (DSO Sever) je zájmové sdružení v okresu Děčín, jeho sídlem je Lipová. Cílem jsou úkoly v oblasti školství, sociální péče, zdravotnictví a kultury, s výjimkou výkonu státní správy, čistota obcí, rozvoj regionu – zpracování koncepce a její postupná realizace. Sdružuje celkem 11 obcí a byl založen v roce 2000.

## Obce sdružené v mikroregionu
- Dolní Poustevna
- Doubice
- Jiříkov
- Krásná Lípa
- Lipová
- Lobendava
- Mikulášovice
- Šluknov
- Staré Křečany
- Velký Šenov
- Vilémov